# Walliser Bote
Le Walliser Bote (WB) est un quotidien suisse publié dans la partie germanophone du canton du Valais. 

## Histoire
Premier journal valaisan de langue allemande, d'orientation conservatrice catholique, publié à Sion à partir du mois de septembre 1840 sous la rédaction d'Alois de Riedmatten. Après une interruption, il paraît à nouveau dès le début de janvier 1858 à Sion sous le titre de Walliser Wochenblatt. Rebaptisé Walliser Bote en 1868, le journal sort d'abord une fois par semaine, puis deux fois dès 1901, trois fois depuis 1965 et comme quotidien à partir de 1969, à raison de six numéros par semaine. Les sociétés éditrices sont l'Oberwalliser Presseverein AG (1916-1935), puis le Mengis Druck & Verlag AG à Viège (dès 1935, également imprimeur depuis 1932).  
Le journal est dirigé par des laïques (1840-1900), par des ecclésiastiques (jusqu'en 1930), puis par une rédaction et, à partir de 1954, par une équipe et un rédacteur en chef. 
Le quotidien haut-valaisan, devenu indépendant en 1981, atteignait un tirage certifié de 24 046 exemplaires en 2012.